# Andréi Osterman

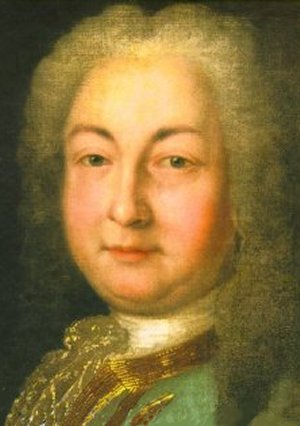
Andréi I. Osterman

El conde Andréi Ivánovich Osterman (nacido Heinrich Johann Friedrich Ostermann) o Ostermann, (en ruso: Андрей Иванович Остерман), nacido el 9 de junio de 1686 en Bochum, fallecido el 31 de mayo de 1747 en Siberia fue un diplomático y un político ruso de origen alemán. Fue ministro de Comercio, gobernador del zar Pedro II, vicecanciller del Imperio de 1734 a 1740, almirante general en 1740. Fue despedido de sus funciones en 1741.

## Biografía
Andréi Ivánovich Osterman sirvió en los reinados de Pedro I, de Catalina I, Pedro II y Ana I. Su política exterior se basó en una alianza con Austria. Destacó en la diplomacia.

### Infancia
Nacido en 1686 en Bochum en el seno de una familia de clase social media, era hijo de un pastor protestante de Westfalia. Al nacer le pusieron el nombre Heinrich Johann Friedrich Ostermann. Realizó sus estudios en la Universidad de Jena, donde asesinaría a uno de sus compañeros, tras lo que se refugia en las Provincias Unidas de los Países Bajos.

### Carrera diplomática
Osterman fue secretario del vicealmirante Cornelius Cruys (1655-1727). Un poco de tiempo después, el joven Osterman entra al servicio del emperador Pedro I el Grande.

#### Carrera diplomática bajo Pedro I el Grande
Gracias a sus conocimientos en lenguas europeas, se convierte en el brazo derecho del vicecanciller Piotr Shafírov (1670-1739), aportándole su ayuda en el momento de las difíciles negociaciones que condujeron a la firma del tratado de Prut en 1771. Con el general Bruce, representó a Rusia en el congreso de Åland en 1718. 
El supo adivinar con gran sabiduría el estado de agotamiento de Suecia, apercibiéndose igualmente de que el plenipotenciario y primer ministro sueco Georg Heinrich von Görtz (1668-1719) actuaba de forma extremista. Ostermann informó a Pedro el Grande con el fin de aumentar la presión sobre Suecia y forzar la paz.
En 1721, Osterman firmó el tratado de Nystad. Por los servicios prestados al Imperio ruso, Pedro el Grande le elevó al rango de barón. Fue nombrado vicepresidente de Asuntos extranjeros en 1723. Alcanzó este puesto tras conseguir un contrato económico ventajoso con Persia. El emperador consultaba a menudo al barón también en lo relativo a los asuntos interiores del Imperio. Osterman renovó la administración imperial, hecho en el que cabe destacar su "tabla de grados universitarios" y remodeló el Colegio de Asuntos Exteriores de un modo más acorde con las líneas modernas.

### Carrera política

#### Carrera política bajo Catalina I de Rusia
Durante el reinado de Catalina I (1725-1727), la autoridad del barón Osterman aumentó aún más. Le fue confiada enteramente la dirección de los Asuntos Exteriores, ocupando asimismo el cargo de ministro de Comercio y el de director general de los Correos.

#### Carrera política bajo Pedro II de Rusia
Tras la ascensión al trono de Pedro II, a Osterman se le confió el cargo de gobernador del joven zar. El barón se comportó como un administrador concienciado y desinteresado. Su talento le permitió conservar las reformas llevadas a cabo por Pedro el Grande. A la muerte del joven emperador, el 30 de enero de 1730, el barón rechazó aliarse con el príncipe Dmitri Mijáilovich Golitsin y a los Dolgoruki, partidarios de una monarquía constitucional limitada.

#### Carrera política bajo Ana I de Rusia
Tras la crisis constitucional de 1730, Osterman no cambió sus ideas y no reapareció en la Corte hasta que Ana I fue instalada en el trono de Rusia como soberana autócrata. El barón fue recompensado por su buena conducta, concediéndosele el título de conde. Sus conocimientos de los Asuntos extranjeros le fueron indispensables al lado de la emperatriz y sus consejeros. Fue del mismo modo útil para los asuntos internos del imperio. Por recomendación suya se introdujo un sistema de gabinete en Rusia.
Le son atribuidas todas las reformas útiles introducidas entre 1730 y 1740, mejorando el estado del comercio, reduciendo la política impositiva, impulsando la industria y la promoción de la educación, y mejorando el sistema judicial. A raíz de estas reformas, mejoró considerablemente el crédito de Rusia. En 1740 fue nombrado vicecanciller.

### Vicecanciller (ministro de Asuntos Exteriores)
Como ministro de Asuntos Exteriores, Osterman fue un hombre reflexivo y prudente. Debido a su diplomacia se consiguieron los éxitos en la conclusión de la Guerra de Sucesión Polaca (1733-1735) y de la Guerra Ruso-Turca (1735-1739). El conde concluyó una alianza con Austria en 1726 que será la base de su diplomacia.

#### Regencia de Ana Leopóldovna de Rusia
Durante la regencia de Ana Leopóldovna (octubre de 1740 a diciembre de 1741) Osterman estuvo en el apogeo de su poder. El embajador de Francia en Rusia, el marqués de La Chétardie (1705-1759) dijo de él en la Corte de Versalles  que "no es exagerado decir que él es el zar de Toda Rusia". La política del vicecanciller estaba basada en una alianza ruso-austríaca ratificada por la consiguiente Pragmática Sanción de 1713, en la que mostraba su firme intención de defenderla. Tras el tratado de Nystad, ciertas facciones suecas descontentas con su resultado y con el apoyo de Francia, incitaban a la guerra contra Rusia. El objetivo era ocupar a Rusia para que no pudiera ir en ayuda de Austria. Así, en 1741, Suecia le declara la guerra a Rusia por motivos fútiles. Las disposiciones tomadas por Osterman de antemano permitieron a Rusia detener el peligro sueco; el mariscal Peter Lacy (1678-1751) derrotó al general von Wrangel bajo las murallas de Villmanstrand (agosto de 1741).

### La caída
Para el marqués de La Chétardie sólo una revolución podría acabar con el conde Osterman y, por esta razón, el marqués le propuso el trono de Rusia a la gran duquesa Elizaveta Petrovna. La futura emperatriz detestaba al vicecanciller. Osterman sería la víctima más ilustre del golpe de Estado del 6 de diciembre de 1741.

### Exilio
Acusado de favorecer la ascensión al trono de Ana I, cambiando así la voluntad de Catalina I, que quería ver a su hija, la gran duquesa Elizaveta Petrovna, sucederla en el trono imperial, Osterman pide la clemencia de esta última, ya emperatriz. Fue condenado a ser descuartizado sobre la rueda y después decapitado, pero se le concedería la gracia de la vida, conmutándose su pena por la de confinamiento suyo y de su familia de por vida en Beriózovo, en Siberia occidental.

### Fallecimiento
Seis años después de su partida al exilio, Andréi Ivánovich Osterman muere el 31 de mayo de 1747.

## Descendencia
Los hijos del conde Osterman volverían a la Corte imperial bajo el reinado de Catalina II de Rusia. Su hijo mayor, el conde Fiódor Andréyevich Osterman (1723-1804) fue senador y gobernador de Moscú (1773), mientras que su otro hijo, el conde Iván Andréyevich Osterman (1725-1811) fue embajador de Rusia en Estocolmo y más tarde canciller imperial, de 1781 à 1797.